# 伯明罕 (密西根州)
伯明罕（Birmingham）是美國密歇根州奧克蘭郡的一個城市。據2010年普查，伯明罕有人口20,103人。伯明罕市中心吸引了來自底特律都市區的購物客。